# Campo magnético

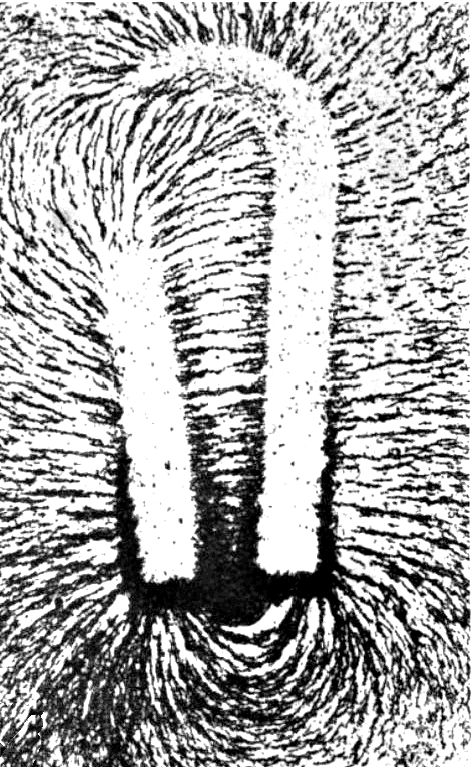
La forma del campo magnético producido por un imán de herradura se revela por la orientación de las limaduras de hierro rociadas en una hoja de papel sobre el imán.

Comparación de B, H y M dentro y fuera de una barra magnética cilíndrica.

Un campo magnético es un campo físico que se representa por medio de un modelo matemático que describe la interacción entre cuerpos y sistemas con propiedades de naturaleza magnética, como son la influencia magnética de las corrientes eléctricas y de los materiales magnéticos. El campo magnético en cualquier punto está especificado por dos valores, la dirección y la magnitud; de tal forma que es un campo vectorial. Específicamente, el campo magnético es un vector axial, como lo son los momentos mecánicos y los campos rotacionales. El campo magnético es más comúnmente definido en términos de la fuerza de Lorentz ejercida en cargas eléctricas. : ch1 
El término se usa para dos campos distintos pero estrechamente relacionados, indicados por los símbolos B y H, donde, en el Sistema Internacional de Unidades, H se mide en unidades de amperios por metro y B se mide en teslas o newtons entre metro por amperio. En un vacío, H y B son lo mismo aparte de las unidades; pero en un material con magnetización (denotado por el símbolo M), B es solenoidal (no tiene divergencia en su dependencia espacial) mientras que H es no rotacional (libre de ondulaciones). 
Los campos magnéticos se producen por cualquier carga eléctrica producida por los electrones en movimiento y el momento magnético intrínseco de las partículas elementales asociadas con una propiedad cuántica fundamental, su espín. En la relatividad especial, campos eléctricos y magnéticos son dos aspectos interrelacionados de un objeto, llamado el tensor electromagnético. Las fuerzas magnéticas dan información sobre la carga que lleva un material a través del efecto Hall. La interacción de los campos magnéticos en dispositivos eléctricos tales como transformadores es estudiada en la disciplina de circuitos magnéticos.
Los campos magnéticos se utilizan en toda la tecnología moderna, especialmente en ingeniería eléctrica y electromecánica. Los campos magnéticos giratorios se utilizan tanto en los motores eléctricos como en los generadores. La interacción de los campos magnéticos en dispositivos eléctricos como los transformadores se conceptualiza e investiga como circuito magnético. Las fuerzas magnéticas dan información sobre los portadores de carga en un material a través del efecto Hall. La Tierra produce su propio campo magnético, que protege la capa de ozono de la Tierra del viento solar y es importante en la navegación mediante una brújula.

## Fuerza de Lorentz
Entre las definiciones de campo magnético se encuentra la dada por la fuerza de Lorentz. Esto sería el efecto generado por una corriente eléctrica o un imán, sobre una región del espacio en la que una carga eléctrica puntual de valor (q), que se desplaza a una velocidad {\displaystyle \mathbf {(v)} }, experimenta los efectos de una fuerza que es secante y proporcional tanto a la velocidad (v) como al campo (B). Así, dicha carga percibirá una fuerza descrita con la siguiente ecuación:

{\displaystyle \mathbf {F} =q(\mathbf {v} \times \mathbf {B} )}

Donde F es la fuerza magnética, v es la velocidad y B el campo magnético, también llamado inducción magnética y densidad de flujo magnético.
(Nótese que tanto F como v y B son magnitudes vectoriales y el producto vectorial tiene como resultante un vector perpendicular tanto a v como a B).
El módulo de la fuerza resultante será:

{\displaystyle |\mathbf {F} |=|q||\mathbf {v} ||\mathbf {B} |\cdot \mathop {\operatorname {sen} } (\theta )}

La existencia de un campo magnético se pone de manifiesto gracias a la propiedad de orientar un magnetómetro (laminilla de acero imantado que puede girar libremente). La aguja de una brújula, que evidencia la existencia del campo magnético terrestre, puede ser considerada un magnetómetro. La ley de Lorentz establece que una partícula cargada q que circula a una velocidad v→ por un punto en el que existe una intensidad de campo magnético B→, sufrirá la acción de una fuerza F→ denominada fuerza de Lorentz cuyo valor es proporcional al valor de q, B→ y v→  se obtiene por medio de la siguiente expresión:

## Historia
Si bien algunos materiales magnéticos han sido conocidos desde la antigüedad, como por ejemplo el poder de atracción que la magnetita ejerce sobre el hierro, no fue sino hasta el siglo XIX cuando la relación entre la electricidad y el magnetismo quedó plasmada, pasando ambos campos de ser diferenciados a formar el cuerpo de lo que se conoce como electromagnetismo.

Hans Christian Ørsted, Der Geist in der Natur, 1854

Antes de 1820, el único magnetismo conocido era el del hierro. Esto cambió con un profesor de ciencias poco conocido de la Universidad de Copenhague, Dinamarca, Hans Christian Oersted. En 1820 Oersted preparó en su casa una demostración científica a sus amigos y estudiantes. Planeó demostrar el calentamiento de un hilo por una corriente eléctrica y también llevar a cabo demostraciones sobre el magnetismo, para lo cual dispuso de una aguja de brújula montada sobre una peana de madera.
Mientras llevaba a cabo su demostración eléctrica, Oersted notó para su sorpresa que cada vez que se conectaba la corriente eléctrica, se movía la aguja de la brújula. Se calló y finalizó las demostraciones, pero en los meses sucesivos trabajó duro intentando explicarse el nuevo fenómeno.¡Pero no pudo! La aguja no era ni atraída ni repelida por la corriente. En vez de eso tendía a quedarse en ángulo recto. Hoy sabemos que esto es una prueba fehaciente de la relación intrínseca entre el campo magnético y el campo eléctrico plasmada en las ecuaciones de Maxwell.
Como ejemplo para ver la naturaleza un poco distinta del campo magnético basta considerar el intento de separar el polo de un imán. Aunque rompamos un imán por la mitad este "reproduce" sus dos polos. Si ahora volvemos a partir otra vez en dos, nuevamente tendremos cada trozo con los polos norte y sur diferenciados. En magnetismo no se han observado los monopolos magnéticos.

## Nombre
La fuerza sobre una carga eléctrica depende de su ubicación, velocidad y dirección; se utilizan dos campos vectoriales para describir esta fuerza.: ch1  El primero es el campo eléctrico, que describe la fuerza que actúa sobre una carga estacionaria y da la componente de la fuerza que es independiente del movimiento. El campo magnético, en cambio, describe la componente de la fuerza que es proporcional tanto a la velocidad como a la dirección de las partículas cargadas.: ch13  El campo se define por la ley de Lorentz y es, en cada instante, perpendicular tanto al movimiento de la carga como a la fuerza que experimenta.
El nombre de campo magnético o intensidad del campo magnético se aplica a dos magnitudes:
- La excitación magnética o campo H es la primera de ellas, desde el punto de vista histórico, y se representa con H.
- La inducción magnética o campo B, que en la actualidad se considera el auténtico campo magnético, y se representa con B.

Desde un punto de vista físico, ambos son equivalentes en el vacío, salvo en una constante de proporcionalidad (permeabilidad) que depende del sistema de unidades: 1 en el sistema de Gauss, {\displaystyle \mu _{0}=4\pi \cdot 10^{-7}{\mbox{N}}{{\mbox{A}}^{-2}}} en el SI. Solo se diferencian en medios materiales con el fenómeno de la magnetización.

### Uso
El campo H se ha considerado tradicionalmente el campo principal o intensidad de campo magnético, ya que se puede relacionar con unas cargas, masas o polos magnéticos por medio de una ley similar a la de Coulomb para la electricidad. Maxwell, por ejemplo, utilizó este enfoque, aunque aclarando que esas cargas eran ficticias. Con ello, no solo se parte de leyes similares en los campos eléctricos y magnéticos (incluyendo la posibilidad de definir un potencial escalar magnético), sino que en medios materiales, con la equiparación matemática de H con E, por un lado, y de B con D, por otro, se pueden establecer paralelismos útiles en las condiciones de contorno y las relaciones termodinámicas; las fórmulas correspondientes en el sistema electromagnético de Gauss son:

{\displaystyle {\begin{array}{lll}\mathbf {B} =\mu \mathbf {H} &\qquad &\mathbf {H} =\mathbf {B} -4\pi \mathbf {M} \\\mathbf {D} =\epsilon \mathbf {E} &&\mathbf {E} =\mathbf {D} -4\pi \mathbf {P} \end{array}}}

En electrotecnia no es raro que se conserve este punto de vista porque resulta práctico.
Con la llegada de las teorías del electrón de Lorentz y Poincaré, y de la relatividad de Einstein, quedó claro que estos paralelismos no se corresponden con la realidad física de los fenómenos, por lo que hoy es frecuente, sobre todo en física, que el nombre de campo magnético se aplique a B (por ejemplo, en los textos de Alonso-Finn y de Feynman). En la formulación relativista del electromagnetismo, E no se agrupa con H para el tensor de intensidades, sino con B.
En 1944, F. Rasetti preparó un experimento para dilucidar cuál de los dos campos era el fundamental, es decir, aquel que actúa sobre una carga en movimiento, y el resultado fue que el campo magnético real era B y no H.
Para caracterizar H y B se ha recurrido a varias distinciones. Así, H describe cuan intenso es el campo magnético en la región que afecta, mientras que B es la cantidad de flujo magnético por unidad de área que aparece en esa misma región. Otra distinción que se hace en ocasiones es que H se refiere al campo en función de sus fuentes (las corrientes eléctricas) y B al campo en función de sus efectos (fuerzas sobre las cargas).

## Relación entre H y B
Las fórmulas derivadas para el campo magnético anteriores son correctas cuando se trata de la corriente completa. Sin embargo, un material magnético colocado dentro de un campo magnético genera su propia magnetización, que puede ser un reto para calcular. (Esta corriente ligada se debe a la suma de los bucles de corriente de tamaño atómico y al espín de las partículas subatómicas, como los electrones, que componen el material). El campo H, tal y como se ha definido anteriormente, ayuda a factorizar esta corriente ligada; pero para ver cómo, ayuda a introducir primero el concepto de magnetización.

Símbolo internacional de advertencia de campo magnético intenso (usado cualquiera sea su origen).

### Magnetización
El campo vectorial de magnetización M representa la fuerza con la que una región de material está magnetizada. Se define como el momento dipolar magnético neto por unidad de volumen de esa región. La magnetización de un imán uniforme es por tanto una constante del material, igual al momento magnético m del imán dividido por su volumen. Como la unidad SI del momento magnético es A⋅m2, la unidad SI de la magnetización M es el amperio por metro, idéntica a la del campo H.
El campo de magnetización M de una región apunta en la dirección del momento dipolar magnético medio en esa región. Las líneas del campo de magnetización, por lo tanto, comienzan cerca del polo sur magnético y terminan cerca del polo norte magnético. (La magnetización no existe fuera del imán).
En el modelo de bucles amperianos, la magnetización se debe a la combinación de muchos bucles amperianos diminutos para formar una corriente resultante llamada corriente ligada. Esta corriente ligada, entonces, es la fuente del campo magnético B debido al imán. (Ver Dipolos magnéticos más adelante y polos magnéticos vs. corrientes atómicas para más información). Dada la definición de dipolo magnético, el campo de magnetización sigue una ley similar a la de la ley de Ampere:
{\displaystyle \oint \mathbf {M} \cdot \mathrm {d} {\boldsymbol {\ell }}=I_{\mathrm {b} },}
donde la integral es una integral de línea sobre cualquier bucle cerrado y Ib es la corriente límite encerrada por ese bucle cerrado.
En el modelo de los polos magnéticos, la magnetización comienza y termina en los polos magnéticos. Por lo tanto, si una región determinada tiene una "fuerza de polo magnético" neta positiva (correspondiente a un polo norte), entonces tiene más líneas de campo de magnetización que entran en ella que las que salen. Matemáticamente esto equivale a:
{\displaystyle \oint _{S}\mu _{0}\mathbf {M} \cdot \mathrm {d} \mathbf {A} =-q_{\mathrm {M} }},
donde la integral es una integral de superficie cerrada sobre la superficie cerrada S y qM es la "carga magnética" (en unidades de flujo magnético) encerrada por S. (Una superficie cerrada rodea completamente una región sin agujeros que dejen escapar las líneas de campo). El signo negativo se produce porque el campo de magnetización se desplaza de sur a norte.

### Campo H y materiales magnéticos
En unidades del SI, el campo H está relacionado con el campo B por
{\displaystyle \mathbf {H} \ \equiv \ {\frac {\mathbf {B} }{\mu _{0}}}-\mathbf {M} .}
En términos del campo H, la ley de Ampere es
{\displaystyle \oint \mathbf {H} \cdot \mathrm {d} {\boldsymbol {\ell }}=\oint \left({\frac {\mathbf {B} }{\mu _{0}}}-\mathbf {M} \right)\cdot \mathrm {d} {\boldsymbol {\ell }}=I_{\mathrm {tot} }-I_{\mathrm {b} }=I_{\mathrm {f} },}
donde If representa la "corriente libre" encerrada por la espira, de modo que la integral de línea de H' no depende en absoluto de las corrientes ligadas.
Para el equivalente diferencial de esta ecuación véase Ecuaciones de Maxwell. La ley de Ampere conduce a la condición de contorno.
{\displaystyle \left(\mathbf {H_{1}^{\parallel }} -\mathbf {H_{2}^{\parallel }} \right)=\mathbf {K} _{\mathrm {f} }\times {\hat {\mathbf {n} }},}
donde Kf es la densidad de corriente libre superficial y la normal unitaria {\displaystyle {\hat {\mathbf {n} }}} apunta en la dirección del medio 2 al medio 1.
De forma similar, una integral de superficie de H sobre cualquier superficie cerrada es independiente de las corrientes libres y recoge las "cargas magnéticas" dentro de esa superficie cerrada:
{\displaystyle \oint _{S}\mu _{0}\mathbf {H} \cdot \mathrm {d} \mathbf {A} =\oint _{S}(\mathbf {B} -\mu _{0}\mathbf {M} )\cdot \mathrm {d} \mathbf {A} =0-(-q_{\mathrm {M} })=q_{\mathrm {M} },}
que no depende de las corrientes libres.
El campo H, por lo tanto, se puede separar en dos partes independientes:
{\displaystyle \mathbf {H} =\mathbf {H} _{0}+\mathbf {H} _{\mathrm {d} },\,}
donde H0 es el campo magnético aplicado debido solo a las corrientes libres y Hd es el campo desmagnetizante debido solo a las corrientes ligadas.
El campo magnético H, por tanto, refactoriza la corriente ligada en términos de "cargas magnéticas". Las líneas de campo H hacen un bucle solo alrededor de la "corriente libre" y, a diferencia del campo magnético B, comienza y termina también cerca de los polos magnéticos.

### Magnetismo
La mayoría de los materiales responden a un campo B aplicado produciendo su propia magnetización M y, por tanto, sus propios campos B. Normalmente, la respuesta es débil y solo existe cuando se aplica el campo magnético. El término magnetismo describe cómo los materiales responden a nivel microscópico a un campo magnético aplicado y se utiliza para categorizar la fase magnética de un material. Los materiales se dividen en grupos según su comportamiento magnético:
- Materiales diamagnéticos[9] producen una magnetización que se opone al campo magnético.
- Materiales paramagnéticos[9] producen una magnetización en la misma dirección que el campo magnético aplicado.
- Materiales ferromagnéticos y los estrechamente relacionados Materiales ferrimagnéticos y Materiales antiferromagnéticos[10][11] pueden tener una magnetización independiente de un campo B aplicado con una relación compleja entre los dos campos.
- Superconductores (y superconductor ferromagnético)[12][13]

son materiales que se caracterizan por una conductividad perfecta por debajo de una temperatura y un campo magnético críticos. También son altamente magnéticos y pueden ser diamantes perfectos por debajo de un campo magnético crítico inferior. Los superconductores suelen tener un amplio rango de temperaturas y campos magnéticos (el llamado Estado mixto) bajo el cual exhiben una dependencia histerética compleja de M en B.
En el caso del paramagnetismo y el diamagnetismo, la magnetización M suele ser proporcional al campo magnético aplicado de forma que:
{\displaystyle \mathbf {B} =\mu \mathbf {H} ,}
donde μ es un parámetro dependiente del material llamado permeabilidad. En algunos casos, la permeabilidad puede ser un tensor de segundo rango, de modo que H puede no apuntar en la misma dirección que B. Estas relaciones entre B y H son ejemplos de ecuación constitutiva. Sin embargo, los superconductores y los ferromagnetos tienen una relación más compleja entre B y H; véase histéresis magnética.

## Fuentes del campo magnético

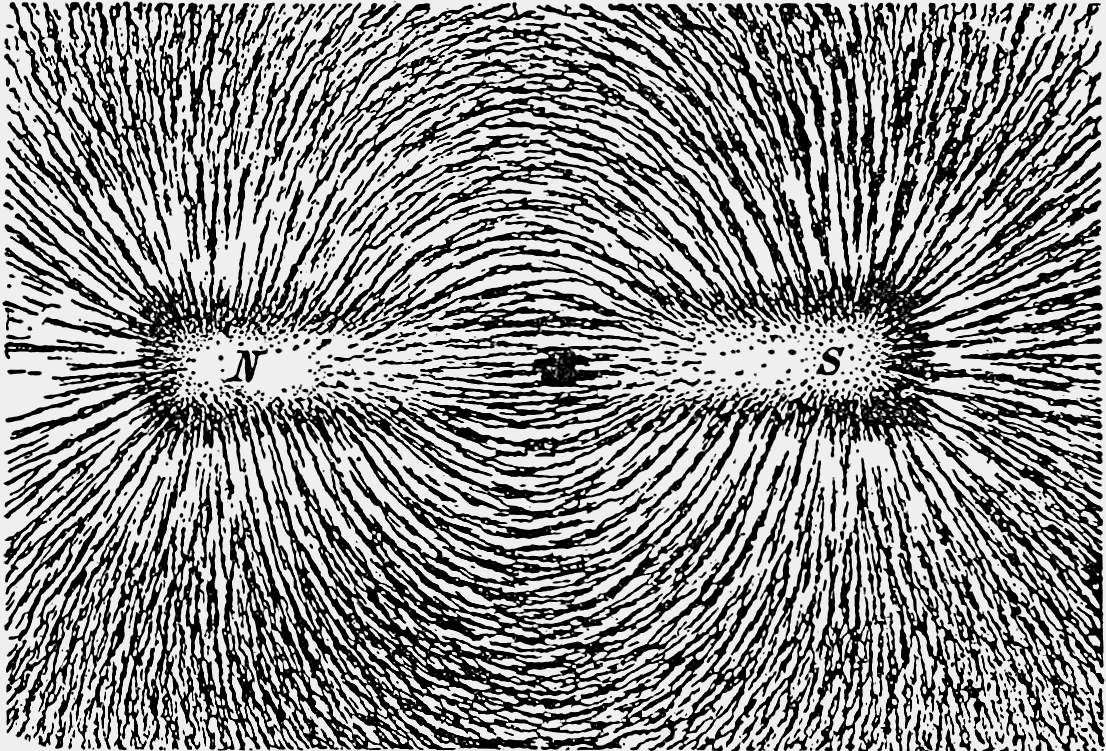
Limaduras de hierro mostrando el campo magnético de un imán de barra producido por un imán debajo del papel.

### Inexistencia de cargas magnéticas aisladas

Ilustración de un campo magnético alrededor de un alambre a través del cual fluye corriente eléctrica.

## Determinación del campo de inducción magnética B

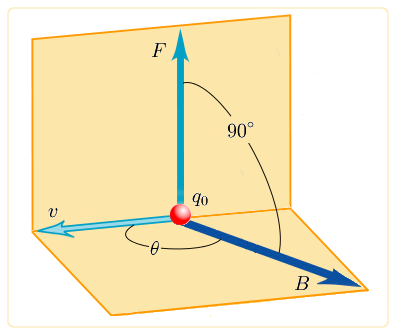
La figura muestra las relaciones entre los vectores. Se observa que:
- (a) la fuerza magnética se anula cuando,
- (b) la fuerza magnética se anula si v es paralela o antiparalela a la dirección de B (en estos casos o bien y)
- (c) si v es perpendicular a B la fuerza desviadora tiene su máximo valor, dado por:

## Visualización

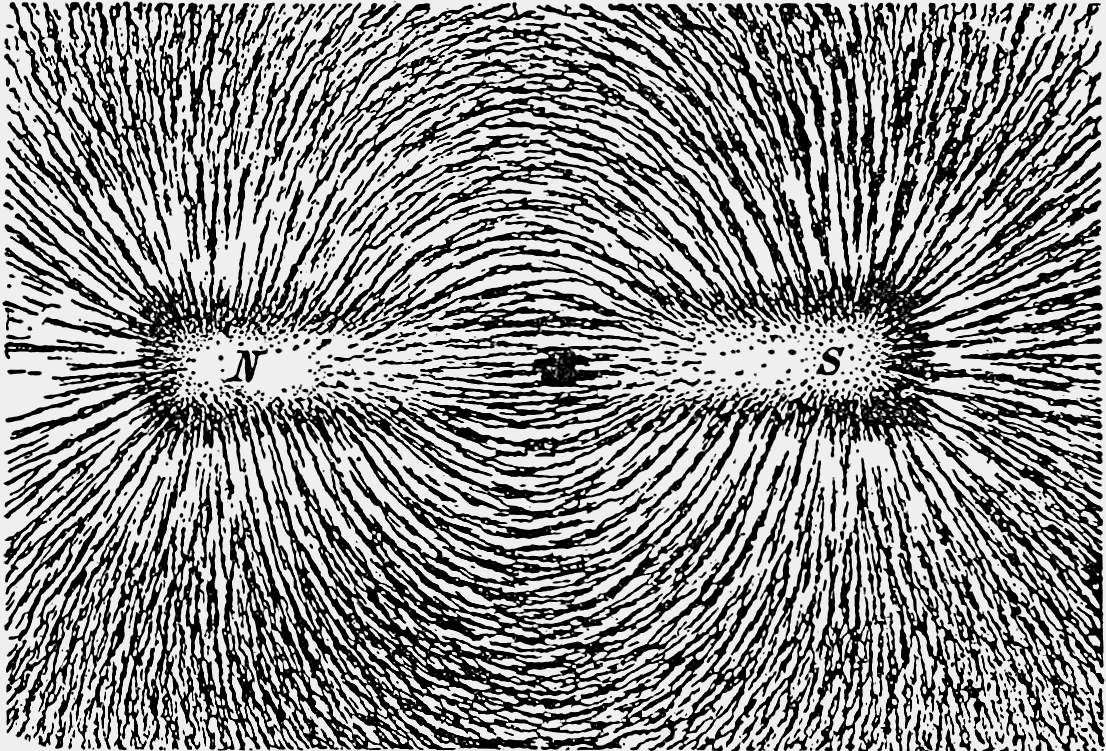
La dirección de las líneas de campo magnético representadas por limaduras de hierro espolvoreadas sobre un papel colocado encima de una barra magnética

Las agujas de la brújula apuntan en la dirección del campo magnético local, hacia el polo sur de un imán y lejos de su polo norte